# Герб Черепановского района
Герб Черепановского района — элемент официальной символики (наряду с флагом этого района) муниципального образования Черепановский район Новосибирской области Российской Федерации, отражающий, как сказано в Уставе района, «его исторические, этнические, социально-экономические, культурные традиции и особенности».
Действующий герб утверждён 29 сентября 2005 года решением районного Совета депутатов № 10 «Об утверждении герба Черепановского района» и внесён в Государственный геральдический регистр Российской Федерации под регистрационным номером 2064.

## Исторические сведения
Черепановский район образован в 1924 году. Конкурс на лучший вариант герба был объявлен ещё в сентябре 1994 года, когда были подведены итоги. Победу одержал разработанный В. В. Борисовым проект символа. Согласно ему, герб подразделялся на 4 неравных прямоугольных части, в которых располагались изображения, связанные с районом: кладка из камней (справа сверху, строительство и производственные предприятия), в левом углу сверху — поезд (железнодорожная станция в районном центре, расположение района вдоль железнодорожной ветки, рефрижераторное предприятие, железнодорожная ветка, фактически разделяющая район надвое, при которой возник нынешний райцентр — город Черепаново). В нижних углах слева — три жёлтых колоса (сельское хозяйство), справа — изображение животных (животноводство и несколько различных его отраслей). Чуть выше центра располагалась надпись «ЧЕРЕПАНОВСКИЙ Р-Н» с включённым в неё годом образования.
В 2005 году материалы о гербе 1994 года получила областная геральдическая комиссия региона, не одобрившая герб (в частности, сообщалось, что он нарушает принятые геральдические правила), выдавшая заключение по  утверждённому проекту и предложившая другие варианты герба. Районная администрация  взяла в качестве основы вариант В. В. Борисюка, на котором был изображён жокей. Наряду с рядом других районных и городских исполнительных органов администрация Черепановского района получила рекомендации по официальным символам. К июню 2005 года был разработан проект, направленный в администрацию. Комиссия выдала официальное решение о гербе.
В конце сентября 2005 года восьмая сессия местного совета депутатов (первый созыв) приняла решение (№ 10) об утверждении герба. Тогда же был утверждён и другой символ муниципального района — флаг. Авторами стали В. В. Борисюк (идея), А. В. Кошелев (описание и обоснование символики) и А. Ю. Журавков (изображение).

## Описание и обоснование символики действующего герба
Согласно статье 4 районного Устава, описание и порядок использования герба Черепановского района устанавливаются Решением районного Совета депутатов, а порядок его утверждения — соответствующим Положением, утверждаемым Советом депутатов.
Герб района отличается своей аллегоричностью. Согласно Решению Совета депутатов Черепановского района Новосибирской области от 29.09.2005 № 10 «Об утверждении герба Черепановского района», он имеет следующее геральдическое описание:

В зелёном поле над золотой волнистой оконечностью — скачущий на серебряном коне, с червлёным языком, серебряной уздой, чёрным седлом и копытами, всадник-жокей, одетый в серебряную одежду — головной убор, рубаху, штаны и сапоги.
Обоснование символики герба дано в этом же Решении Совета депутатов Черепановского района:
- Зелёный цвет — символ надежды, изобилия, возрождения, жизненных сил, красоты черепановской природы.
- Золотой (жёлтый) цвет — символ радушия, гостеприимства, справедливости, а также развитого сельского хозяйства — «золотых» полей — являющегося одним из основных источников богатства и благополучия жителей района. Волнистая оконечность отражает географическое положение района, расположенного на повышенной равнине, расчленённой глубокими балками, гривами и увалами.
- Скачущий всадник-жокей символизирует процесс быстрого освоения русскими черепановской земли в XVIII—XX веках, а также развитое в районе коневодство и знаменитые конные бега, проводимые в районе ежегодно с 1955 года, являющиеся предметом гордости и славы черепановцев, пробуждающим чувства любви и уважения к родной земле.
- Конь символизирует силу, трудолюбие, целеустремлённость, стремление к развитию, преодолению трудностей и препятствий.

Как поясняется на официальной странице Правительства Новосибирской области в VK, всадник на гербе, который символизирует развитость в Черепановском районе не только основных направлений сельского хозяйства, но и коневодства, связан в том числе и с расположением на территории района (в селе Медведское) племенного завода «Медведский», имеющего статус племенного репродуктора по разведению лошадей породы русский рысак (русская рысистая). В состав этого племзавода, который также занимается растениеводством и разведением крупного рогатого скота, входит современная конная ферма, предназначенная для содержания более 70 голов лошадей.